# Suinseon
| Suinseon                    | Suinseon                      |
| --------------------------- | ----------------------------- |
| Korail EMU der Baureihe 351 |                               |
| Streckennummer:             | 302 05 (KR)                   |
| Streckenlänge:              | 25,9 km                       |
| Spurweite:                  | 1435 mm (Normalspur)          |
| Stromsystem:                | (durchgehend) 25 kV / 60 Hz ~ |
| Zweigleisigkeit:            | (durchgehend)                 |
|                             |                               |

Die Suinseon (Hangul: 수인선, Hanja: 水仁線, engl.: Suin Line abgekürzt für Suwon–Incheon Line) ist eine Metrostrecke der U-Bahn Seoul in Sudogwon (Seoul Capital Area) in Südkorea. Sie verbindet Incheon mit Oido und soll bis Suwon verlängert werden.

## Geschichte

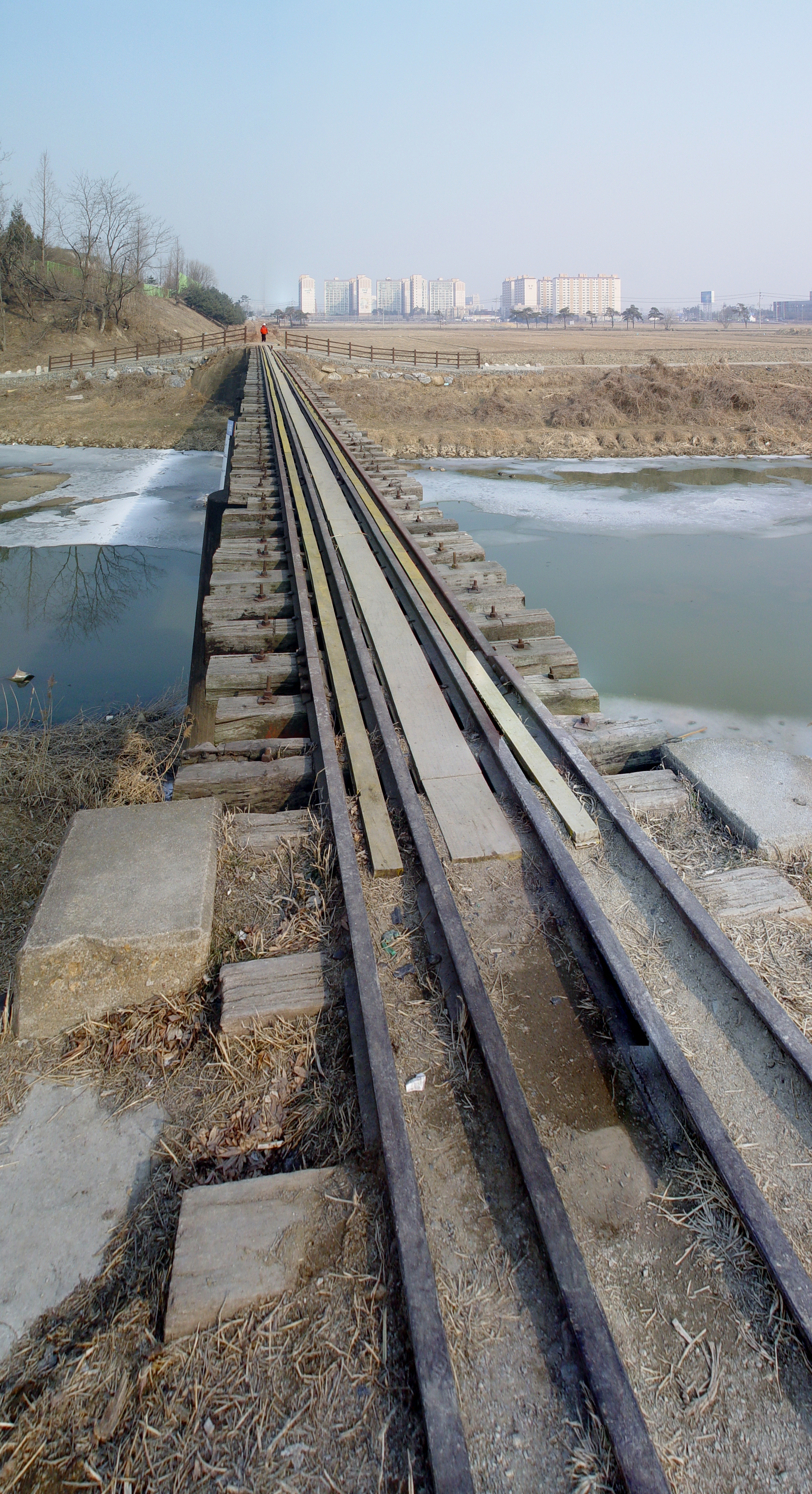
Brücke der ehemaligen Schmalspurbahn über den Hwanggujicheon

Die ursprüngliche Trasse der Strecke wurde am 5. August 1937 als eine der wenigen Schmalspurbahnen in Korea in Betrieb genommen. Sie verband Suwon über Ansan und Siheung mit Namincheon. Sie wurde am 31. Dezember 1995 stillgelegt.
Seit dem 28. Dezember 2004 wurde eine neue, elektrifizierte, zweigleisige Trasse als integraler Teil des Seouler U-Bahn-Netzes gebaut und in drei Phasen in Betrieb genommen: Phase 1 von Oido nach Songdo wurde am 30. Juni 2012 eröffnet. Der Bahnhof Darwol wurde am 27. Dezember 2014 als Zwischenbahnhof eröffnet. Phase 2 von  Songdo bis Incheon wurde am 27. Februar 2016 eröffnet, Phase 3 von Oido nach Osten nach Suwon soll im Dezember 2018 eröffnet werden. Dadurch wird eine Verbindung zur Bundang-Linie geschaffen, so dass es eine lange U-Bahn-Linie von Wangsimni bis Incheon geben wird, die voraussichtlich Bundang–Suin-Line genannt wird. Der Bahnhof Hagik soll 2019 zwischen Songdo und Inha University in Betrieb genommen werden.

## Trassenführung

### Ehemalige Schmalspurbahn
| Bahnhof                    | Hangul          | Hanja           | Verbindungslinien                | Jahr der Stilllegung | Lage        | Lage       |
| -------------------------- | --------------- | --------------- | -------------------------------- | -------------------- | ----------- | ---------- |
| Suwon                      | 수원            | 水原            | Line 1 Gyeongbu Line Suryeo Line | 1995                 | Gyeonggi-do | Suwon      |
| Gosaek                     | 고색            | 古索            |                                  | 1974                 | Gyeonggi-do | Suwon      |
| Eocheon                    | 어천            | 漁川            |                                  | 1995                 | Gyeonggi-do | Hwaseong   |
| Yamok                      | 야목            | 野牧            |                                  | 1995                 | Gyeonggi-do | Hwaseong   |
| Sari                       | 사리            | 四里            |                                  | 1995                 | Gyeonggi-do | Ansan      |
| Hanyang Univ. at Ansan     | 한대앞          | 漢大前站        | Ansan Line (Shared Line)         | 1995                 | Gyeonggi-do | Ansan      |
| Jungang                    | 중앙            | 中央            | Ansan Line (Shared Line)         | 1994                 | Gyeonggi-do | Ansan      |
| Kojan                      | 고잔            | 古棧            | Ansan Line (Shared Line)         | 1994                 | Gyeonggi-do | Ansan      |
| Ansan                      | 안산            | 安山            | Ansan Line (Shared Line)         | 1994                 | Gyeonggi-do | Ansan      |
| Jeongwang                  | 정왕            | 正往            |                                  | 1994                 | Gyeonggi-do | Siheung    |
| Darwol                     | 달월            | 達月            |                                  | 1994                 | Gyeonggi-do | Siheung    |
| Sorae                      | 소래포구        | 蘇來            |                                  | 1994                 | Incheon     | Namdong-gu |
| Nonhyeon                   | 논현            | 論峴            |                                  | 1992                 | Incheon     | Namdong-gu |
| Namdong                    | 남동            | 南洞            |                                  | 1992                 | Incheon     | Namdong-gu |
| Songdo                     | 송도            | 松島            |                                  | 1992                 | Incheon     | Yeonsu-gu  |
| Yonghyeon                  | 용현            | 龍現            |                                  | 1973                 | Incheon     | Nam-gu     |
| Incheon Hafen (Namincheon) | 인천항 (남인천) | 仁川港 (南仁川) |                                  | 1973                 | Incheon     | Nam-gu     |

### Neue zweigleisige Trasse
| Phase                | Bahnhofs- nummer | Bahnhofsname           | Bahnhofsname   | Bahnhofsname | Umsteige- möglichkeit                                    | Umsteige- möglichkeit                                    | Umsteige- möglichkeit                                    | Linienname  | Station Entfernung | Gesamt- entfernung | Lage        | Lage       |
| Phase                | Bahnhofs- nummer | Romanisiert            | Hangul         | Hanja        | Umsteige- möglichkeit                                    | Umsteige- möglichkeit                                    | Umsteige- möglichkeit                                    | Linienname  | in km              | in km              | Lage        | Lage       |
| -------------------- | ---------------- | ---------------------- | -------------- | ------------ | -------------------------------------------------------- | -------------------------------------------------------- | -------------------------------------------------------- | ----------- | ------------------ | ------------------ | ----------- | ---------- |
|                      |                  |                        |                |              |                                                          |                                                          |                                                          |             |                    |                    |             |            |
| Phase 3 (ab 2017)    | K245             | Suwon                  | 수원           | 水原         | Gyeongbu Linie 1 Bundan Gyeongbu Saemaul-ho Mugunghwa-ho | Gyeongbu Linie 1 Bundan Gyeongbu Saemaul-ho Mugunghwa-ho | Gyeongbu Linie 1 Bundan Gyeongbu Saemaul-ho Mugunghwa-ho | Suin Linie  | ---                | 0.0                | Gyeonggi-do | Suwon      |
| Phase 3 (ab 2017)    | K246             | Gosaek                 | 고색           | 古索         |                                                          |                                                          |                                                          | Suin Linie  |                    |                    | Gyeonggi-do | Suwon      |
| Phase 3 (ab 2017)    | K247             | Omokcheon              | 오목천         | 梧木川       |                                                          |                                                          |                                                          | Suin Linie  |                    |                    | Gyeonggi-do | Suwon      |
| Phase 3 (ab 2017)    | K248             | Eocheon                | 어천           | 漁川         |                                                          |                                                          |                                                          | Suin Linie  |                    |                    | Gyeonggi-do | Hwaseong   |
| Phase 3 (ab 2017)    | K249             | Yamok                  | 야목           | 野牧         |                                                          |                                                          |                                                          | Suin Linie  |                    |                    | Gyeonggi-do | Hwaseong   |
| Phase 3 (ab 2017)    | K250             | Sari                   | 사리           | 四里         |                                                          |                                                          |                                                          | Suin Linie  |                    |                    | Gyeonggi-do | Ansan      |
| Phase 3 (ab 2017)    | 449              | Hanyang Univ. at Ansan | 한대앞         | 漢大前站     |                                                          | Linie 4 (Stopp Via, ab 2020)                             | Linie 4 (ab 2020)                                        | Ansan Linie | 1.5                | 1.5                | Gyeonggi-do | Ansan      |
| Phase 3 (ab 2017)    | 450              | Jungang                | 중앙           | 中央         |                                                          | Linie 4 (Stopp Via, ab 2020)                             | 1.6                                                      | Ansan Linie | 3.1                |                    | Gyeonggi-do | Ansan      |
| Phase 3 (ab 2017)    | 451              | Gojan                  | 고잔           | 古棧         |                                                          | Linie 4 (Stopp Via, ab 2020)                             | 1.4                                                      | Ansan Linie | 4.5                |                    | Gyeonggi-do | Ansan      |
| Phase 3 (ab 2017)    | 452              | Choji                  | 초지           | 草芝         | Seohae Linie                                             | Linie 4 (Stopp Via, ab 2020)                             | 1.5                                                      | Ansan Linie | 6.0                |                    | Gyeonggi-do | Ansan      |
| Phase 3 (ab 2017)    | 453              | Ansan                  | 안산           | 安山         |                                                          | Linie 4 (Stopp Via, ab 2020)                             | 1.8                                                      | Ansan Linie | 7.8                |                    | Gyeonggi-do | Ansan      |
| Phase 3 (ab 2017)    | 454              | Singil oncheon         | 신길온천       | 新吉溫泉     |                                                          | Linie 4 (Stopp Via, ab 2020)                             | 2.2                                                      | Ansan Linie | 10.0               |                    | Gyeonggi-do | Ansan      |
| Phase 3 (ab 2017)    | 455              | Jeongwang              | 정왕           | 正往         |                                                          | Linie 4 (Stopp Via, ab 2020)                             | 2.9                                                      | Ansan Linie | 12.9               | Siheung            | Gyeonggi-do |            |
| Phase 1 (in Betrieb) | 456              | Oido                   | 오이도         | 烏耳島       | Linie 4                                                  | Linie 4 (Stopp Via, ab 2020)                             | 1.4                                                      | Ansan Linie | 14.3               | Siheung            | Gyeonggi-do |            |
| Phase 1 (in Betrieb) | K251             | Darwol                 | 달월           | 達月         |                                                          |                                                          |                                                          | Suin Linie  | 2.1                | Siheung            | Gyeonggi-do | 16.4       |
| Phase 1 (in Betrieb) | K252             | Wolgot                 | 월곶           | 月串         | Voraussichtlich: Gyeonggang Linie                        | Voraussichtlich: Gyeonggang Linie                        | Voraussichtlich: Gyeonggang Linie                        | Suin Linie  | 1.5                | Siheung            | Gyeonggi-do | 17.9       |
| Phase 1 (in Betrieb) | K253             | Soraepogu              | 소래포구       | 蘇萊浦口     |                                                          |                                                          |                                                          | Suin Linie  | 1.3                | 19.2               | Incheon     | Namdong-gu |
| Phase 1 (in Betrieb) | K254             | Incheon Nonhyeon       | 인천논현       | 仁川論峴     |                                                          |                                                          |                                                          | Suin Linie  | 1.0                | 20.2               | Incheon     | Namdong-gu |
| Phase 1 (in Betrieb) | K255             | Hogupo                 | 호구포         | 虎口浦       |                                                          |                                                          |                                                          | Suin Linie  | 1.3                | 21.5               | Incheon     | Namdong-gu |
| Phase 1 (in Betrieb) | K256             | Namdong Induspark      | 남동인더스파크 | 南洞產業團地 |                                                          |                                                          |                                                          | Suin Linie  | 1.3                | 22.8               | Incheon     | Namdong-gu |
| Phase 1 (in Betrieb) | K257             | Woninjae               | 원인재         | 源仁齋       | Incheon 1                                                | Incheon 1                                                | Incheon 1                                                | Suin Linie  | 1.0                | 23.8               | Incheon     | Yeonsu-gu  |
| Phase 1 (in Betrieb) | K258             | Yeonsu                 | 연수           | 延壽         |                                                          |                                                          |                                                          | Suin Linie  | 0.9                | 24.7               | Incheon     | Yeonsu-gu  |
| Phase 1 (in Betrieb) | K259             | Songdo                 | 송도           | 松島         |                                                          |                                                          |                                                          | Suin Linie  | 2.7                | 27.4               | Incheon     | Yeonsu-gu  |
| Phase 2 (in Betrieb) | K260             | Hagik (2019)           | 학익           | 鶴翼         |                                                          |                                                          |                                                          | Suin Linie  |                    |                    | Incheon     | Nam-gu     |
| Phase 2 (in Betrieb) | K261             | Inha University        | 인하대         | 仁荷大       |                                                          |                                                          |                                                          | Suin Linie  | 2.4                | 29.8               | Incheon     | Nam-gu     |
| Phase 2 (in Betrieb) | K262             | Sungui                 | 숭의           | 崇義         |                                                          |                                                          |                                                          | Suin Linie  | 1.8                | 31.6               | Incheon     | Nam-gu     |
| Phase 2 (in Betrieb) | K263             | Sinpo                  | 신포           | 新浦         |                                                          |                                                          |                                                          | Suin Linie  | 1.5                | 33.1               | Incheon     | Jung-gu    |
| Phase 2 (in Betrieb) | K264             | Incheon                | 인천           | 仁川         | Linie 1 Wolmi Monorail                                   | Linie 1 Wolmi Monorail                                   | Linie 1 Wolmi Monorail                                   | Suin Linie  | 1.1                | 34.2               | Incheon     | Jung-gu    |
|                      |                  |                        |                |              |                                                          |                                                          |                                                          |             |                    |                    |             |            |

## Schienenfahrzeuge
Auf der Schmalspurbahn wurden früher Dampflokomotiven, KNR160 Diesel-Schienenbusse (Niigata/Kawasaki Diesel Car) und KNR18000 Personenwagen eingesetzt. Eine KNR160 (später umnummeriert auf KNR9160) und zwei KNR18000 sind im Eisenbahnmuseum von Uiwang erhalten.
Auf der elektrifizierten, zweigleisigen Trasse setzt Korail inzwischen die dritte Generation der EMU-Züge der Klasse 351000 ein. Diese sind baugleich zu denen der Bundang-Line aber rot lackiert wie die Züge der Jungang, Gyeongui und der Line 1.